# Valeriana pratensis
Valeriana pratensis là một loài thực vật có hoa trong họ Kim ngân. Loài này được (Benth.) Steud. miêu tả khoa học đầu tiên năm 1841.

## Hình ảnh

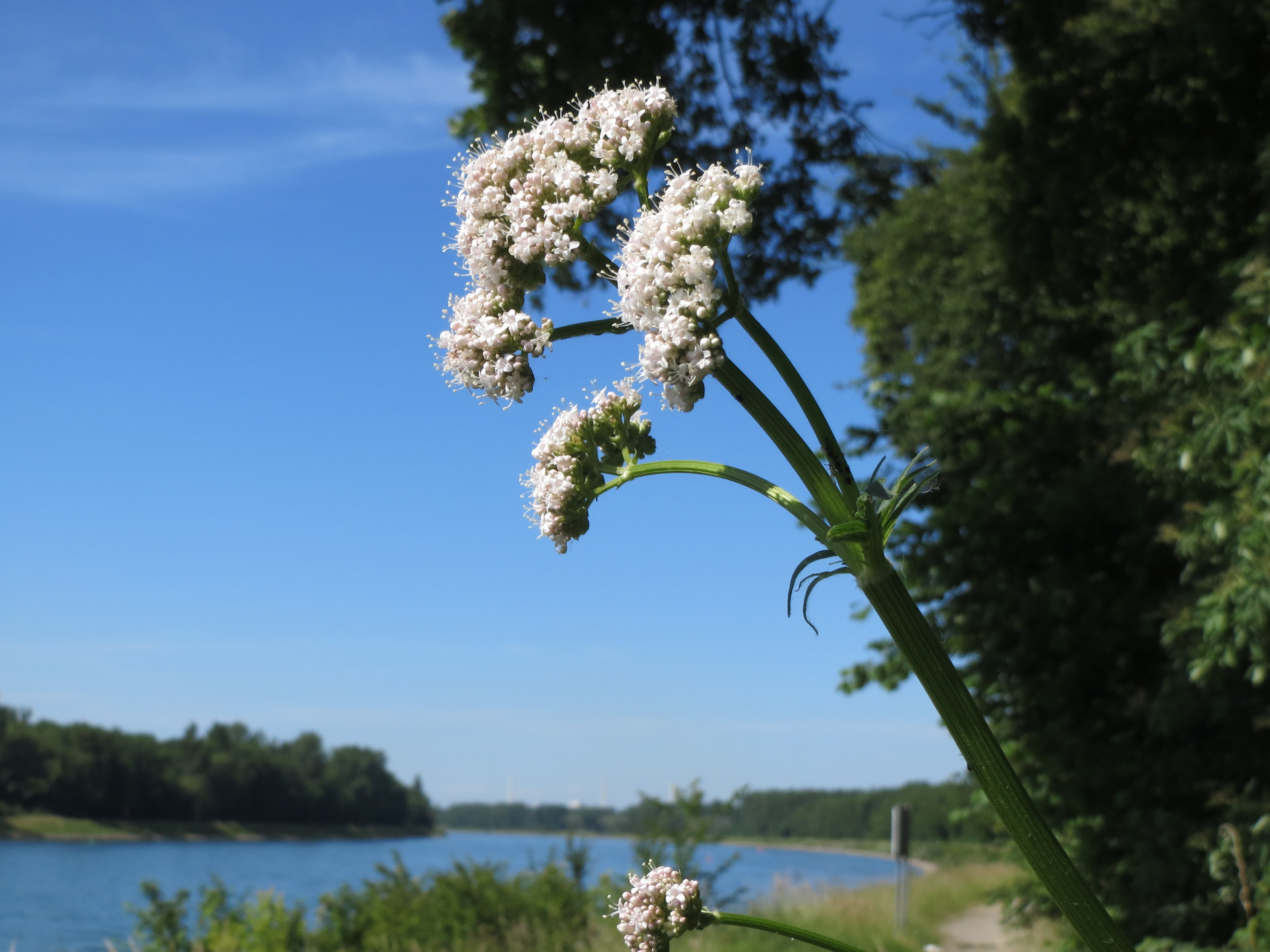
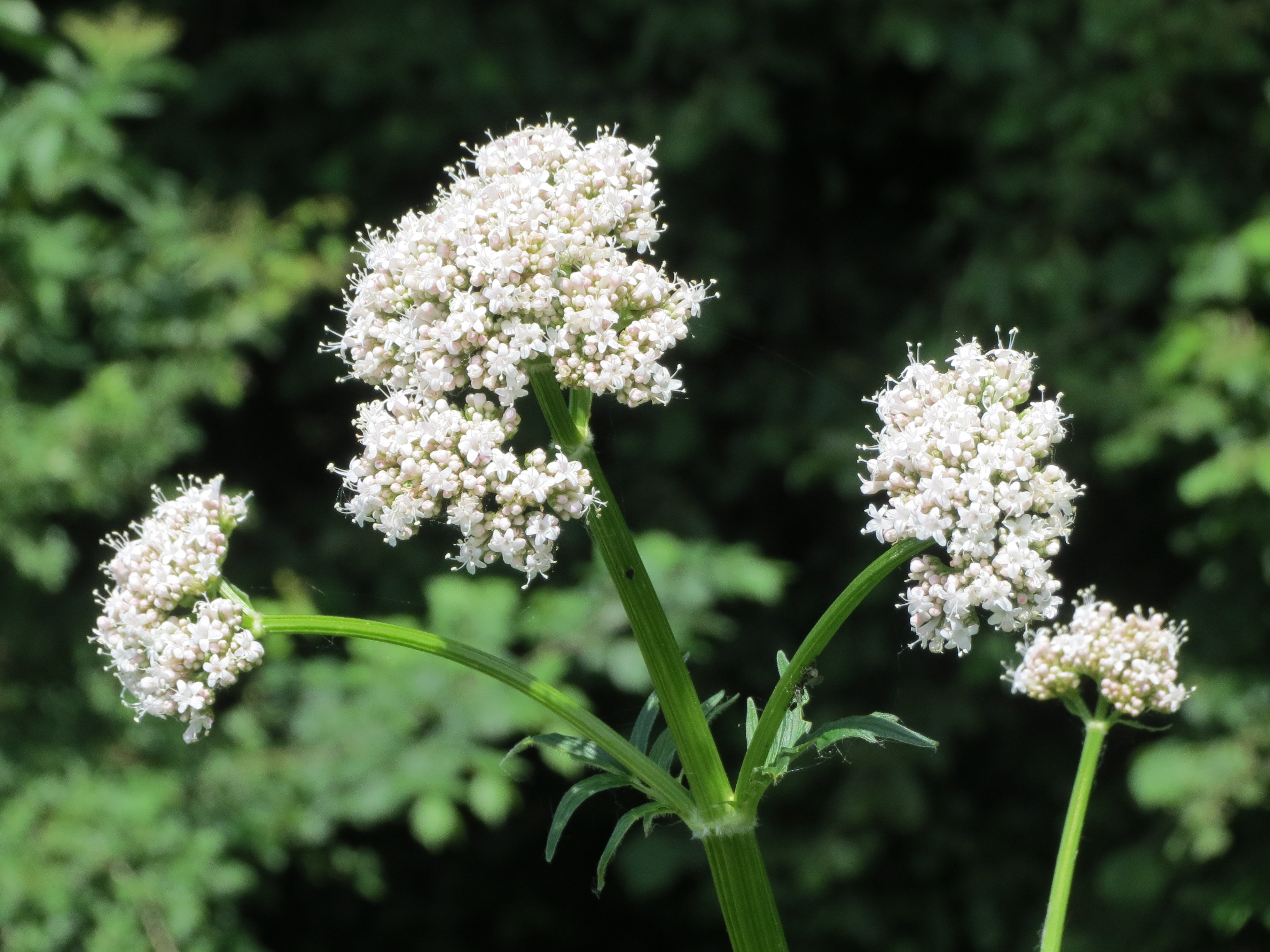
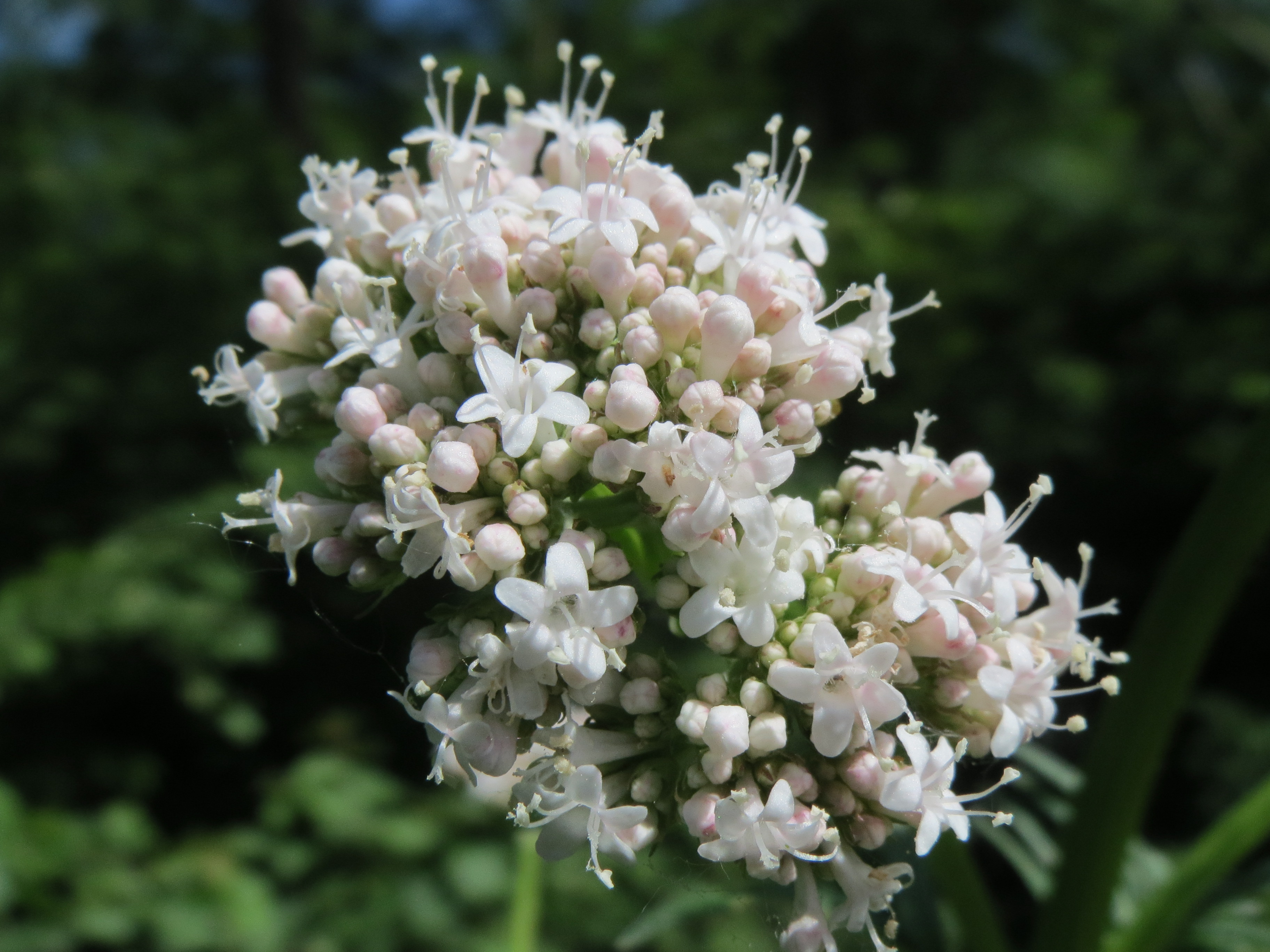
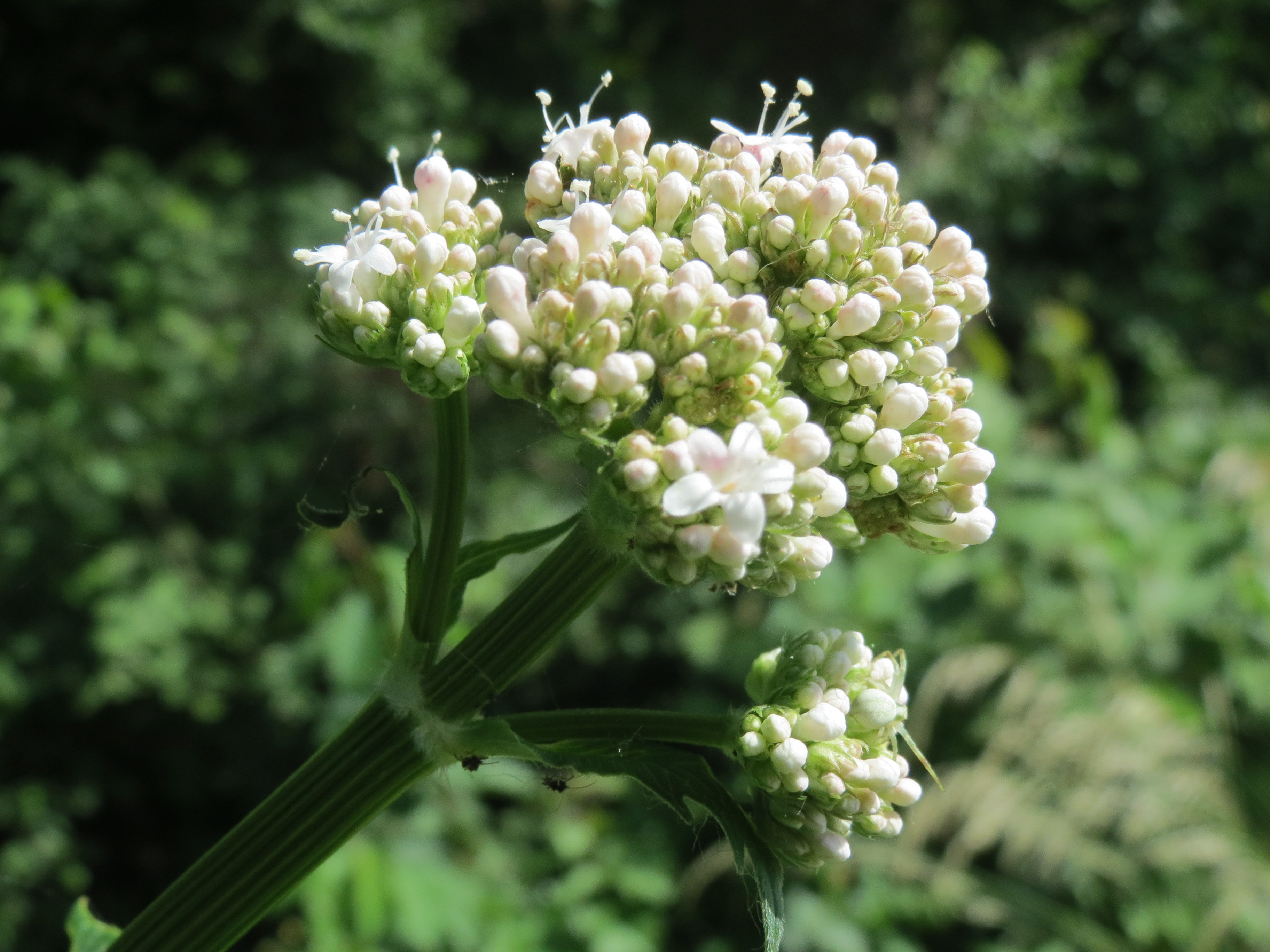